# Parlement van Joegoslavië

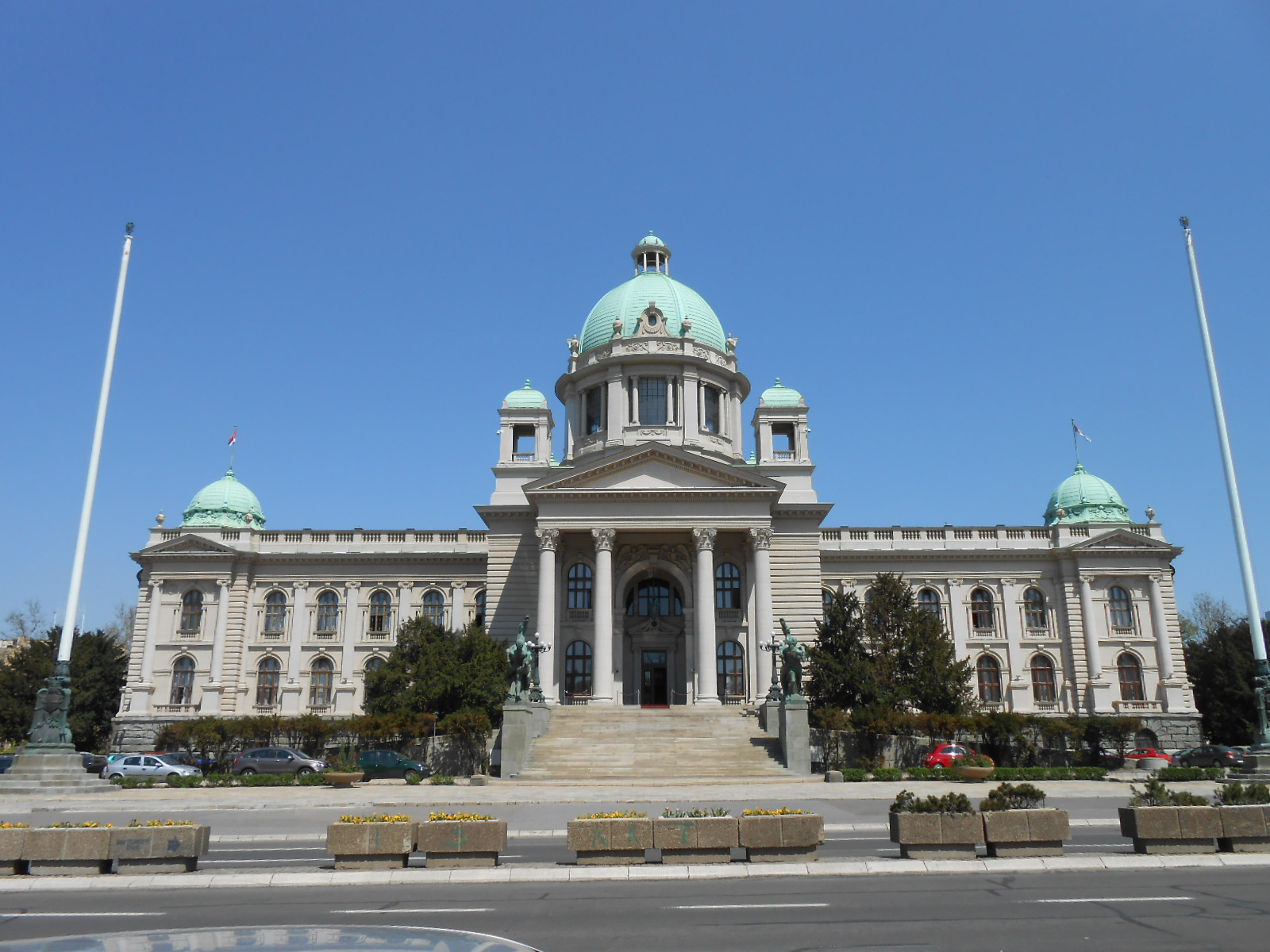
Gebouw van de Federale Vergadering van Joegoslavië, Belgrado

Het Parlement van Joegoslavië was de nationale legislatuur van Joegoslavië. Het parlement bestond van 1920 tot de opheffing van het land in 2006.

## Benamingen
Gedurende het bestaan van Joegoslavië kende het parlement verschillende benamingen:
- Koninkrijk Joegoslavië (1919-1945)
  - Voorlopige Nationale Vertegenwoordiging (Privremeno narodno predstavništvo) - 1919-1920
  - Nationale Vergadering (Narodna skupština) - 1920-1931
  - Nationale Vertegenwoordiging (Narodno predstavništvo) - 1931-1941
- Antifascistisch verzet (1942-1945)
  - Antifascistische Raad voor de Nationale Bevrijding van Joegoslavië (Antifašističko v(ij)eće narodnog oslobođenja Jugoslavije) - 1942-1945
- Federale Volksrepubliek Joegoslavië/Socialistische Federale Republiek Joegoslavië (1945-1992)
  - Nationale Vergadering (Narodna skupština) - 1945-1963
  - Federale Vergadering (Savezna skupština) - 1963-1992
- Federale Republiek Joegoslavië/Servië en Montenegro (1992-2006)
  - Federale Vergadering (Savezna skupština) - 1992-2003
  - Parlement van Servië en Montenegro (Skupština Srbije i Crne Gore) - 2003-2006

## Geschiedenis

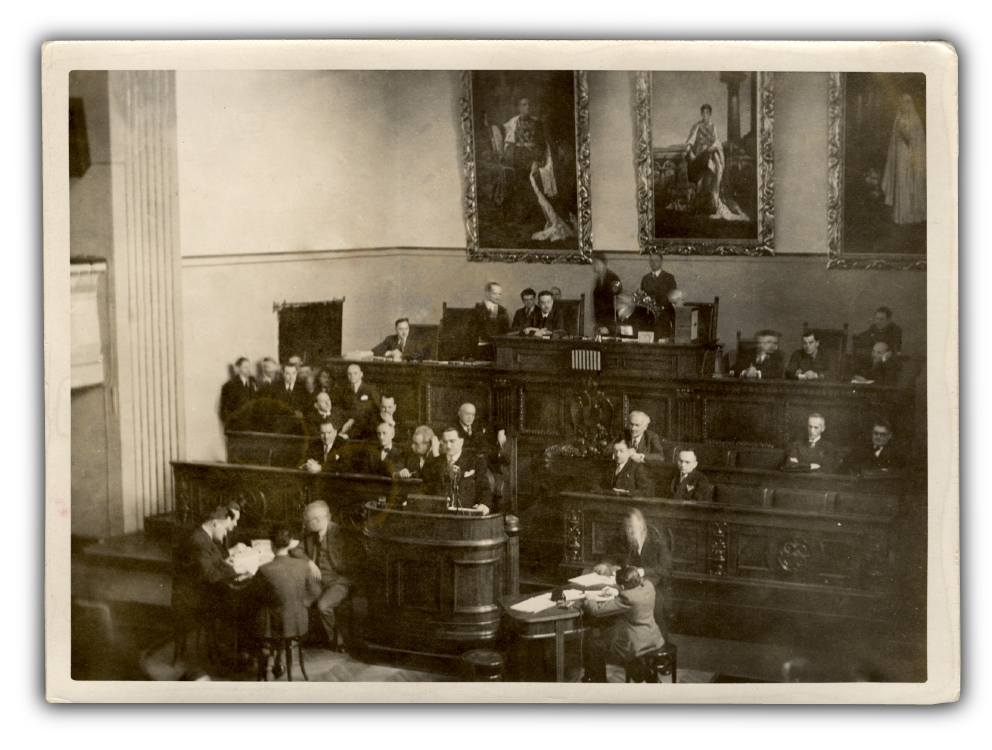
Een zitting van het parlement in 1936

Gedurende de monarchie (1920-1945) kende Joegoslavië aanvankelijk de Nationale Vergadering (1920-1931). Tijdens de koninklijke dictatuur (1931-1941) werd het eenkamerparlement vervangen door een Nationale Vertegenwoordiging bestaande uit lagerhuis, de Nationale Vergadering en een hogerhuis, de Senaat. Het antifascistisch verzet gedurende Tweede Wereldoorlog kende de AVNOJ als volksvertegenwoordiging (1942-1945). Na de oorlog werd Joegoslavië een socialistische federale republiek met een Nationale Vergadering die bestond uit een Federale Raad en Raad van Nationaliteiten. In 1953 werd de grondwet van het land gewijzigd en kreeg Joegoslavië een driekamerparlement met als derde Kamer de Raad van Producenten.
In 1963 kreeg Joegoslavië een geheel nieuwe grondwet en werd de Nationale Vergadering vervangen door de Federale Vergadering die aanvankelijk bestond uit vijf en later zes Kamers. Een nieuwe grondwet in 1974 bracht het aantal Kamer terug tot twee, te weten de Federale Kamer en de Kamer van de Republieken en Provincies. De Federale Kamer telde 30 leden voor elke republiek en 20 leden voor elke autonome provincie. De Kamer van de Republieken en Provincies bestond uit 12 leden voor elke republiek en 8 leden voor elke provincie.
Gedurende de socialistische republiek kende Joegoslavië een eenpartijstelsel met de Joegoslavische Communistenbond als enige toegestane partij. In samenwerking met de partij werd voor elke federale verkiezing een lijst samengesteld die bestond uit kandidaten die waren aangesloten bij de Socialistische Alliantie van het Werkende Volk van Joegoslavië, dat voor het merendeel uit leden van de communistenbond bestond.

Wapen van Servië en Montenegro (1994-2006)

In 1992 kwam er een einde aan de socialistische republiek en hadden de meeste deelrepubliek zich van Joegoslavië afgescheiden. Een rompstaat, bestaande uit Servië en Montenegro, werd gereorganiseerd tot de Federale Republiek Joegoslavië. Het parlement behield de naam van Federale Vergadering. De Federale Vergadering bestond uit twee Kamers, het Huis van de Burgers en het Huis van de Republieken. Het Huis van de Burgers telde 138 leden (108 uit Servië en 30 uit Montenegro) en het Huis van de Republieken telde 40 leden (twintig uit iedere republiek). In 2003 werd de Federale Republiek Joegoslavië omgevormd tot de Staatsunie van Servië en Montenegro en werd de naam van het parlement gewijzigd in Parlement van Servië en Montenegro, bestaande uit een Kamer. Het parlement werd opgeheven na de ontbinding van de personele unie van Servië en Montenegro in 2006.